# William Avery Rockefeller
William Avery Rockefeller, detto Bill (Granger, 13 novembre 1810 – Freeport, 11 maggio 1906), è stato un imprenditore statunitense.

## Biografia
Ha lavorato come boscaiolo, poi come commesso viaggiatore, infine come sedicente "medico botanico" e venditore di elisir con lo pseudonimo di "Dr. William Levingston". Due dei suoi figli erano i co-fondatori della Standard Oil: John Davison Rockefeller e William Avery Rockefeller Jr.

### Famiglia
Nacque a Granger, New York. Figlio maggiore dell'uomo d'affari e agricoltore Godfrey Lewis Rockefeller e di Lucy Avery. Godfrey e Lucy si erano sposati il 20 settembre 1806 a Amwell nella contea di Hunterdon in New Jersey. Bill era il terzo di dieci figli:
- Melinda Rockefeller[5], sposata con William Harris
- Olymphia Rockefeller[6]
- William Avery "Bill" Rockefeller[7]
- Norman Rockefeller[8]
- Sally Ann Rockefeller[9]
- Jacob S. Rockefeller[10]
- Mary Rockefeller[11]
- Miles Avery Rockefeller[12]
- Mary Miranda Rockefeller[13]
- Egbert Rockefeller[14]

### Ascendenza
La discendenza patrilineare dei Rockefeller parte nel 1590 con la nascita di Goddard Rockefeller nella località di Fahr, oggi parte del comune di Neuwied, in Germania. Il primo Rockefeller a stabilirsi in America, nel 1723, fu Johann Peter Rockenfeller che ha cambiato il suo cognome in Rockefeller. Godfrey Lewis Rockefeller era figlio dei lontani cugini William Rockefeller e Christina Rockefeller.

### Matrimonio e figli
William Avery Rockefeller si è sposato il 18 febbraio 1837, con la sua prima moglie, Eliza Davison, figlia del contadino John Davison e di Cynthia Selover, nei pressi della località di Niles, Cayuga, NY. John si oppose moltissimo all'unione. Dal momento che Cynthia era deceduta quando Eliza aveva dodici anni, era stata allevata da sua sorella maggiore, Mary Ann Davison, e dal padre John. Bill e Eliza hanno avuto tre figli e tre figlie:
- Lucy Rockefeller[20], sposò Pierson Briggs
- John Davison Rockefeller Sr.[21], sposò Laura Celestia "Cettie" Spelman[22]
- William Avery Rockefeller Jr.[23] sposò Almira Geraldine Goodsell[24]
- Mary Ann Rockefeller[25]
- Franklin "Frank" Rockefeller.[26]
- Frances Rockefeller[27]

Per avere un'idea del tipo di educazione che l'imprenditore statunitense impartiva ai figli, basta citare una conversazione di Bill mentre si vantava affermando : "io imbroglio i miei ragazzi ogni volta che posso. Voglio renderli perspicaci..". Bill ha abbandonato la famiglia quando Lucy, John e William Jr. erano ancora adolescenti, rimanendo comunque legalmente sposato con Eliza, fino alla sua morte. Nel 1856, dopo aver assunto il nome di "Dr. William Levingston", sposò Margaret Allen a Norwich, Ontario, in Canada. Bill e Margaret ebbero figli. Prima di lasciare la sua prima moglie, aveva avuto una relazione extraconiugale con la sua amante e governante Nancy Brown, dalla quale ha avuto due figlie : 
- Clorinda Rockefeller[29]
- Cornelia Rockefeller[30]

Prima di sposare Eliza, Bill si era innamorato di Nancy. Tuttavia, ha finito per sposare Eliza perché suo padre le avrebbe dato i suoi 500 dollari una volta sposata, mentre Nancy era povera.

### Scandalo
Dopo essere emerse voci secondo le quali il padre dell'uomo più ricco del mondo, allora all'apice della sua notorietà come monopolista, era al centro di un vergognoso segreto di famiglia, era bigamo, la stampa gioiva per lo scoop. Joseph Pulitzer offrì una ricompensa di 8.000 dollari per informazioni su "Doc Rockefeller", noto per essere vivo e di vivere sotto falso nome, ma la cui residenza era tenuta in gran segreto da tutta la famiglia. Nonostante gli indizi raccolti dalle interviste con i familiari e una ricerca durata due anni e mezzo, i giornalisti non sono riusciti a rintracciarlo prima che morisse, per cui tutta la storia venne resa nota solo due anni dopo.

### Morte
Rockefeller aveva trascorso qualche tempo a Park River, nel North Dakota sotto lo pseudonimo del Dr. Levingston. Morì l'11 maggio 1906, all'età di 95 anni a Freeport, Illinois e venne sepolto nel cimitero di Oakland. John D. Rockefeller non ha mai riconosciuto pubblicamente la verità sulla bigamia del padre, e la lapide di Bill venne pagata con la vendita della tenuta della sua seconda moglie.